# Diritto demaniale
Il diritto demaniale, nell'ambito del diritto d'autore italiano, era un istituto giuridico disciplinato dagli articoli da 175 a 179 della Legge 22 aprile 1941, n. 633, in materia di "Protezione del diritto d'autore e di altri diritti connessi al suo esercizio." poi abrogati dal Decreto-legge 31 dicembre 1996, n. 669, articolo 6, in materia di "Disposizioni urgenti in materia tributaria, finanziaria e contabile a completamento della manovra di finanza pubblica per l'anno 1997.". Inoltre, per abrogazione implicita, sono state abrogate anche le relative norme attuative contenute negli articoli da 49 a 56 del Regio decreto 18 maggio 1942, n. 1369, in materia di "Approvazione del regolamento per l'esecuzione della legge 22 aprile 1941, n. 633, per la protezione del diritto di autore e di altri diritti connessi al suo esercizio.".
L'articolo 175 regolava il diritto di rappresentare eseguire o radiodiffondere un'opera adatta al pubblico spettacolo o un'opera musicale quando, per qualsiasi motivo, essa sia di dominio pubblico. Il diritto, di natura economica e a vantaggio del titolare del diritto d'autore, gravava sugli incassi lordi ed era stato determinato nella misura del 5% dall'articolo 5 della legge 95 dell'8 febbraio 1942.
Nel caso di pezzi staccati si sarebbero seguite le normali norme per la corresponsione del compenso per le opere tutelate dal diritto d'autore. Per le opere derivate l'ammontare del diritto demaniale si dimezzava. Per la vendita di ogni esemplare di opere letterarie, scientifiche didattiche e musicali il contributo era del 3% ed andava alla Cassa di assistenza e di previdenza di autori, scrittori e musicisti, dimezzato in caso di rielaborazione. Era stabilito l'obbligo di un contrassegno Siae o in alternativa con una convenzione tra le associazioni corporative interessate.